# The Jesus Lizard
The Jesus Lizard é uma banda americana de rock alternativo formada em 1987 na cidade de Austin, no Texas.

## História
A banda se formou em Austin, Texas, quando o guitarrista Duane Denison recrutou David Yow, anteriormente da banda Scratch Acid, para tocar baixo em algumas músicas que ele queria gravar. Yow sugeriu que ele cantasse e que chamassem o baixista do  Scratch Acid, David Wm. Sims, para tocar baixo. A banda tomou o conhecido apelido do basilisk, um tipo de lagarto que pode correr sobre a água.
O primeiro EP, Pure, foi produzido por Steve Albini e lançado pela Touch & Go Records em 1989.  A banda tocou seu primeiro show dia 1º de Julho de 1989.  Albini produziu os próximos quatro álbuns na Touch & Go – Head, Goat, Liar, e Down.  Durante essa época a banda lançou um álbum ao vivo, Show, e um single duplo com a banda Nirvana, Puss/Oh, the Guilt.

## Membros
- David Yow – vocais (1987–1999, 2008–presente)
- David Wm. Sims – baixo (1987–1999, 2008–presente)
- Duane Denison – guitarra (1987–1999, 2008–presente)
- Mac McNeilly – bateria (1989–1996, 2008–presente)
- Jim Kimball – bateria (1996–1998)
- Brendan Murphy – bateria (1998–1999)

## Discografia
- Head (1990, Touch and Go)
- Goat (1991, Touch and Go)
- Liar (1992, Touch and Go)
- Down (1994, Touch and Go)
- Shot (1996, Capitol)
- Blue (1998, Capitol)
- Show (1994, Collision Arts)
- Bang (2000, Touch and Go)
- Inch (2009, Touch and Go)
- Pure (1989, Touch and Go)
- Lash (1993, Touch and Go)
- The Jesus Lizard (EP) (1998, JetSet)